# Historia de Maine
La historia del estado de Maine abarca miles de años, desde los primeros asentamientos humanos, o solo dos siglos desde su entrada a la Unión como estado en 1820.
El origen del nombre Maine no es claro. Una teoría es que el estado lleva el nombre de la provincia francesa de Maine. Otra es que el nombre deriva de un término náutico práctico, "the main" o "Main Land", (en español tierra firme), distinguiendo entre la mayoría del estado y sus varias islas.

## Historia pre-europea
La cultura más temprana conocida de Maine fue el pueblo Red Paint (en español: Pinta Roja), quien habitaba Maine entre 3000 a. C. y 1000 a. C. Este pueblo es conocido por sus entierras complejas con ocre rojo. La cultura Susquehanna la sucedió, y fue la primera en utilizar la alfarería.
Para el tiempo del descubrimiento europeo, los habitantes de Maine fueron los pueblos algonquinos, incluyendo los abenaki, passamaquoddy, y penobscots.

## El periodo colonial

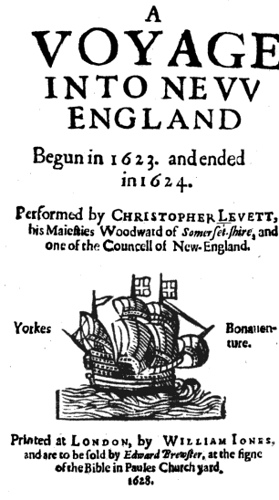
A Voyage into New England, (en español: Un viaje en Nueva Inglaterra), escrito por el capitán Christopher Levett para fomentar el interés en su colonia de Maine.

Los primeros europeos en explorar la costa de Maine viajaron bajo el mando del explorador portugués Esteban Gómez, en servicio del Imperio español en 1525. Cartografiaron la costa (incluyendo el río Penobscot) pero no se asentaron. El primer asentamiento europeo en el área fue establecido en la isla Saint Croix en 1604 por un grupo francés, incluyendo Samuel de Champlain. Los franceses dieron el nombre Acadia al área. Los colonos franceses y ingleses luchaban para el control del centro de Maine hasta que los franceses fueron derrotados por la guerra franco-india. Los franceses habían desarrollado relaciones fuertes con las tribus nativas mediante sus misioneros católicos.
Colonos ingleses financiados por la Compañía Plymouth establecieron un asentamiento en Maine en 1607 (la Colonia Popham en Phippsburg, pero fue abandonado el próximo año. Una factoría francesa fue establecida en la actual Castine en 1613, posiblemente el primer asentamiento europeo en Nueva Inglaterra. La colonia de Plymouth, establecida en las costas de la bahía de Cabo Cod en 1620, estableció una factoría competidora en la década de 1620.
El territorio entre los ríos Merrimack y Kennebec fue llamado la provincia de Maine por primera vez en una patente de tierra de 1622 otorgada a Ferdinando Gorges y John Mason. Los dos dividieron el territorio a lo largo del río Piscataqua en un pacto de 1629 que resultó en la formación de la provincia de Nueva Hampshire, en el sur, y de Nueva Somersetshire en el norte, el presente condado de Somerset preserva este nombre.
Uno de los primeros intentos ingleses de asentarse en la costa de Maine fue guiado por Christopher Levett, un agente de Gorges y un miembro del Consejo de Plymouth para Nueva Inglaterra. Después de conseguir una concesión real de 6000 acres de tierra en el sitio de la actual Portland (Maine), Levett construyó una casa de piedra y dejó atrás un grupo de hombres cuando volvió a Inglaterra en 1623 para fomentar apoyo para su asentamiento, el que llamó York en honor de su ciudad natal. Originalmente llamado Machigonne por los abenaki, colonos posteriores lo nombraron Falmouth y ahora el sitio es llamado Portland. El asentamiento de Levett también fracasó, y Levett se murió antes de volver al asentamiento.

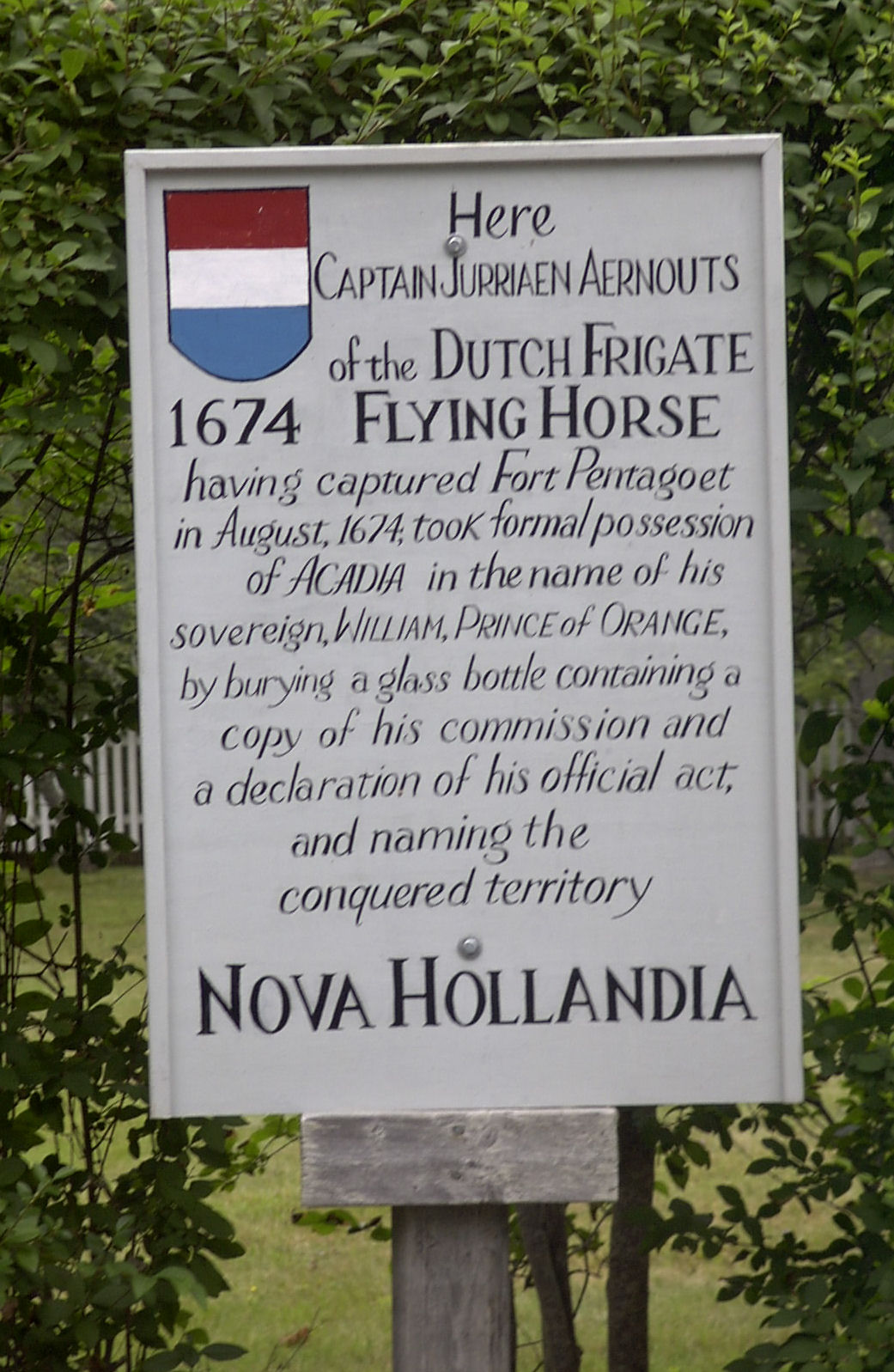
Marcador conmemorando la conquista neerlandesa de Acadia en 1674, la que los holandeses renombraron Nueva Holanda.

La colonia de Nueva Somersetshire era pequeña, y en 1639 Gorges recibió otro patente del rey Carlos I. El segundo esfuerzo de Gorges resultó en el establecimiento de más asentamientos a lo largo de la costa del sur de Maine, y a lo largo del río Piscataqua. Gorges estableció un gobierno formal bajo su pariente Thomas Gorges. Una disputa sobre las fronteras de otro patente de tierras resultaron en la formación efímera de Lygonia en una parte del territorio de Gorges. Para el año de 1658, la colonia de la bahía de Massachusetts había absorbido la provincia de Maine y Lygonia. En 1676, la reclamación de Massachusetts fue anulada en 1676, pero Massachusetts afirmó su control por comprar las reclamaciones de los herederos de los Gorges.
En 1669, el territorio entre los ríos Kennebec y St. Croix fue otorgado por el rey Carlos II a su hermano Jacobo, duque de York. Bajo los términos de la concesión, todo el territorio desde el río San Lorenzo hasta el océano Atlántico fue constituido como el condado de Cornwall, gobernado como parte de la provincia de Nueva York del duque.
En 1674, los holandeses conquistaron brevemente Acadia, renombrando la colonia como Nueva Holanda.

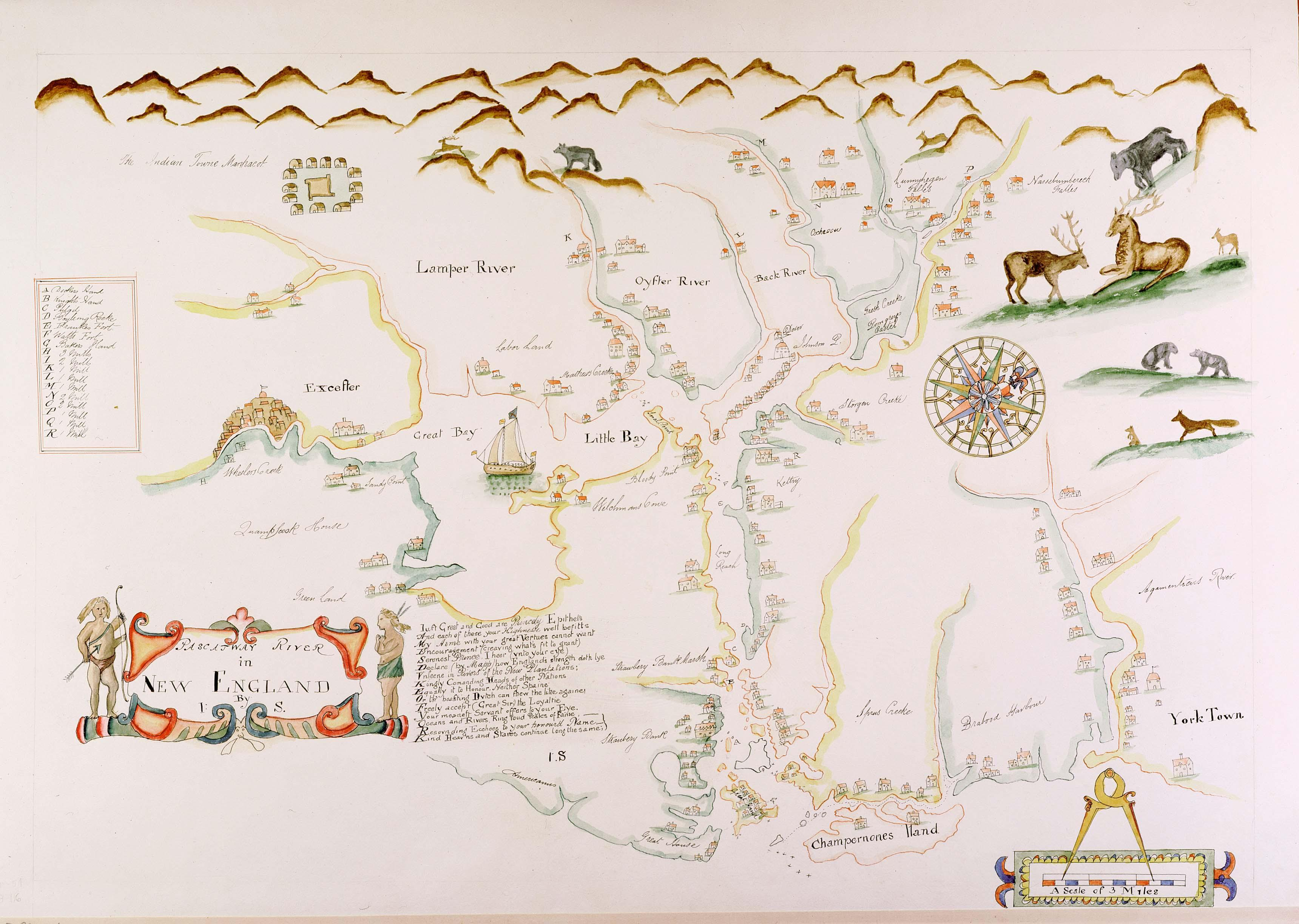
Copia del mapa inglés del río Piscataqua en la frontera entre Maine y Nueva Hampshire, hacia 1670.

En 1686, Jacobo, ahora rey, estableció el Dominio de Nueva Inglaterra, combinando todos los territorios ingleses de la bahía de Delaware hasta el río Sainte-Croix. El dominio cayó en 1689, y en 1692 el territorio entre los ríos Piscataquea y Sainte Croix se convirtió en parte de la Provincia de la bahía de Massachusetts como Yorkshire, un nombre que sobrevive en el actual condado de York.

### Las guerras coloniales
Los ingleses llamaban al área al este del río Kennebec el Territorio de Sagadahock; sin embargo, los franceses consideraban esa área parte de Acadia. Las tribus de la Confederación Wabanaki dominaban el área, y el único asentamiento europeo fue la factoría francesa swl fuerte Pantagouet, establecida en 1613, además de misioneros. En un esfuerzo por proteger sus reclamaciones en el área, fuerte Pentagouet sirvió brevemente como capital de Acadia entre 1670 y 1674.  Había cuatro guerras antes de la guerra del Padre Rale (1722-1725), en la que los ingleses tomaron el control del área.
Durante la primera guerra, la guerra del rey Felipe, unas tribus de la Confederación Wabanaki impidieron el asentamiento inglés en sus territorios. Durante la guerra siguiente, la Guerra del rey Guillermo, la Confederación Wabanaki también hizo una campaña exitosa contra los asentamientos ingleses. En 1696, el Fuerte William Henry (ahora Bristol), fue asediado por los franceses. En la guerra de la reina Ana (1702–1713), el área de Maine otra vez estaba un sitio de conflicto.
El conflicto final sobre la frontera entre Nueva Inglaterra y Acadia fue la guerra del Padre Rale. Durante esta guerra, la Confederación Wabenaki hizo dos campañas contra los colonos británicos al oeste del río Kennebec en 1723 y 1724. Una fuerza de Nueva Inglaterra mató a Rale y a varios jefes en Norridgewock en 1724, resultando en el fin de las reclamaciones francesas sobre Maine.
Durante la guerra del rey Jorge, miembros de la Confederación Wabenaki hicieron tres campañas contra colonos británicos en 1745, 1746, y 1747.
Durante la guerra franco-india, la última guerra colonial entre los franceses y los británicos, la Confederación también ejecutó varias redadas en Maine. Una milicia acadiana saqueó los asentamientos británicos de Swan's Island, Friendship, y Thomaston en Maine. El 9 de junio de 1758, los nativos saquearon Woolwich, Maine, matando y capturando a miembros de la familia Preble.
Tras la derrota de la colonia francesa de Acadia, el territorio al este del río Penobscot cayó bajo la autoridad nominal de Nueva Escocia, y junto con el territorio del actual Nuevo Brunswick formó el condado de Sunbury, con una corte en la isla Campobello.

## La Revolución de las Trece Colonias
Maine fue un centro del patriotismo durante la Revolución de las Trece Colonias, y había menos actividad lealista en Maine que en otras regiones. Mercantes operaban 52 barcas que servían como corsarios, atacando a barcazas de suministro británicas. Machias, especialmente, fue un sitio de actividad patriota. Fue el sitio de un enfrentamiento naval que resultó en la captura de un buque británico. Jonathan Eddy guio un intento fracasado de capturar el Fuerte Fort Cumberland en Nueva Escocia en 1776, y en 1777 Eddy guio la defensa de Machias contra un saqueo por la Marina Real.
El capitán Henry Mowat de la Marina Real controlaba las operaciones en la costa de Maine durante la mayoría de la guerra. Desmanteló el Fuerte Pownall en la boca del río Penobscot e incendió el asentamiento de Falmouth en 1775. En las tradiciones de Maine, Mowat tiene una reputación como un hombre cruel y brutal, pero historiadores anotan que cumplió con sus deberes de acuerdo con la ética de su época.

### Nueva Irlanda
En 1779 los británicos adoptaron una estrategia de capturar partes de Maine y convertirlas en una nueva colonia llamada "Nueva Irlanda". Su propósito era ser una colonia permanente para lealistas y servir como una base para acción militar durante la guerra. El plan fracasó debido a la falta de interés del gobierno británico,y la determinación de los estadounidenses de mantener control sobre el área de Maine.
En julio de 1779, el general británico Francis McLean capturó Castine y construyó el Fuerte George. Massachusetts mandó la Expedición Penobscot, guiada por el general Solomon Lovell y el capitán Dudley Saltonstall. Después de un asedio de 21 días, los estadounidenses fracasaron expulsar a los británicos y fueron. Maine no pudo repeler la amenaza británica a pesar de una defensa reorganizada y la imposición de la ley marcial en algunas áreas. Algunos de los pueblos al este intentaron permanecer neutrales.
Después de la firma de la paz en 1783, la propuesta de Nueva Irlanda fue abandonada. En 1784, los británicos separó Nuevo Brunswick de Nueva Escocia y lo convirtió en la deseada colonia lealista; casi fue nombrado "Nueva Irlanda".
El Tratado de París que puso fin a la guerra era ambiguo acerca de la frontera entre Maine y las provincias británicas de Nuevo Brunswick y Quebec. Medio siglo después esto causaría la "Guerra de Aroostook".

## Guerra de 1812
Durante la guerra anglo-estadounidense de 1812, Maine sufrió menos que la mayoría de Nueva Inglaterra. A principios de la guerra hubo casos de actividad corsaria canadiense y acoso por parte de la Marina Real a lo largo de la costa. En septiembre de 1813, combate entre el HMS Boxer y el USS Enterprise cerca de Pemaquid ganó atención internacional. En 1814, el distrito fue invadido. El Ejército estadounidense y la pequeña Armada estadounidense no pudieron hacer gran cosa para defender Maine. La administración nacional concentró sus recursos más al oeste. Sin embargo, grandes movilizaciones de milicias locales disuadieron intervenciones británicas en Wiscasset, Bath, y Portland. Fuerzas británicas de Nueva Escocia capturaron la costa oriental de Eastport hasta Castine, y saquearon los asentamientos de Hampden y Bangor en el río Penobscot. El comercio legítimo a lo largo de la costa de Maine cesó casi completamente, algo bastante grave para una zona que dependía del embarque. En su lugar, un comercio de contrabando se desarrolló. Los británicos cedieron "Nueva Irlanda" a los Estados Unidos en el Tratado de Gante, y Castine fue evacuado, aunque Eastport estaba bajo ocupación hasta 1818. Pero la vulnerabilidad de Maine ante la invasión, y su falta de protección por el estado de Massachusetts, eran factores en el movimiento por convertir Maine en estado.

## La Creación del Estado de Maine
El 19 de junio de 1819 la Corte General de Massachusetts aprobó legislación para permitir la separación del Distrito de Maine del resto del estado. El próximo mes, el 26 de julio, votantes en el distrito aprobaron la conversión de Maine en estado, con 17.091 votos a favor y 7.132 en su contra.
En octubre de 1819, los 210 delegados a la Convención Constitucional de Maine aprobaron unánimemente la Constitución de Maine. El 25 de febrero de 1820, la Corte General aprobó una medida aceptando oficialmente la condición de estado de Maine.
En el momento de la petición de Maine de convertirse en estado, había un número igual de estados libres y esclavistas. Miembros del Congreso a favor de la esclavitud consideraba la admisión de otro estado libre una amenaza al equilibro entre los estados esclavistas y libres. Solo apoyarían la condición de estado de Maine si el Territorio de Misuri, donde la esclavitud era legal fuera admitido a la Unión como estado. Maine se convirtió en el vigésimo tercer estado el 15 de marzo de 1820, después del Compromiso de Misuri, el que permitió que Misuri entrara la Unión como un estado esclavista, junto que Maine como un estado libre. Sin embargo, Massachusetts todavía retenía las islas a lo largo de la costa de Maine. Esto solo duró hasta 1824, cuando el coste de suministrar las islas superó los ingresos de retener las islas. Massachusetts cedió estas islas cerca de Maine en 1824.
William King fue elegido el primer gobernador de Maine.

## La Guerra de Aroostook
La disputa fronteriza entre Maine y la Norteamérica británica llegó a un punto crítico en 1839, cuando el gobernador de Maine John Fairfield casi declaró la guerra a los leñadores de Nuevo Brunswick cortando árboles en territorios reclamados por Maine. Cuatro regimientos se reunieron en Bangor y marcharon hasta la frontera, pero no hubo enfrentamiento armado. La Guerra de Aroostook fue un conflicto no declarado e incruento que fue resuelto mediante la diplomacia.
El secretario de estado de los Estados Unidos Daniel Webster financió secretamente una campaña de propaganda que convenció a líderes en Maine de que un compromiso sería prudente. La frontera final entre los dos países fue determinada por el Tratado Webster-Ashburton de 1842, el cual cedió a Maine la mayoría del área disputada y a los británicos una conexión entre sus provincias de Canadá y Nuevo Brunswick.
La pasión de la Guerra de Aroostook destacó el papel creciente de la tala en la economía de Maine. Bangor surgió como un rival a Portland debido a la importancia que adquirió la tala en la década de 1830. Durante un tiempo, Bangor fue mayor el puerto maderero del mundo.

## La industrialización

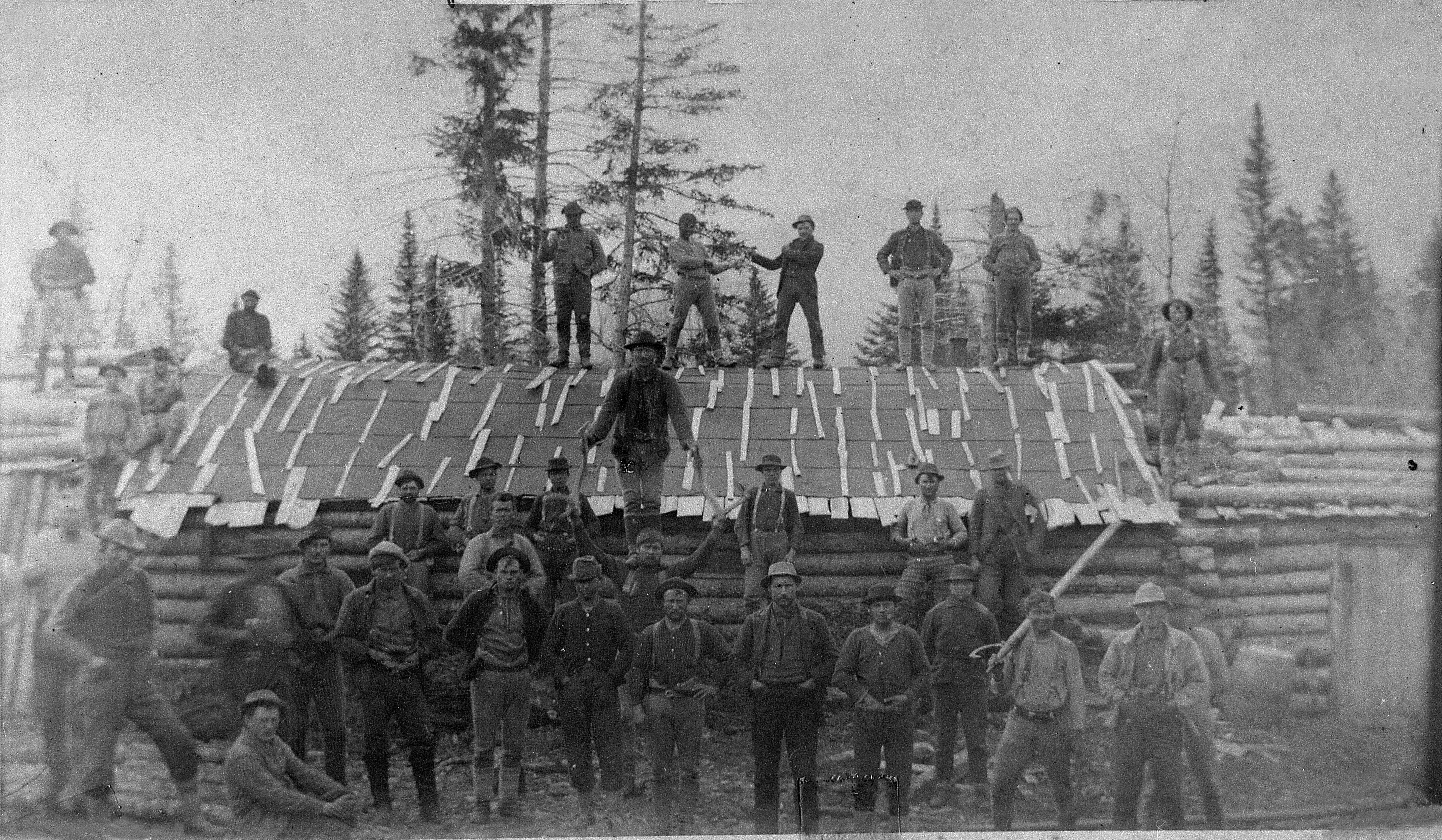
Leñadores en el Condado de Aroostook hacia 1900.

La industrialización en el Maine del siglo XIX asumió muchas formas. Los valles fluviales, especialmente los de los ríos Androscroggin, Kennebec y Penobscot, se convirtieron en cintas transportadoras para la producción de madera. Equipos de leñadores penetraban los bosques de Maine para buscar piñas y abetos, y flotaban su madera a los serrerías cerca de cascadas. La madera entonces fue despachada de puertos como Bangor, Ellsworth y Cherryfield.
Parcialmente a causa de la necesidad de transporte para la industria maderera, y parcialmente a causa de la abundancia de madera y carpinteros en una costa muy larga, la construcción naval surgió como una industria clave en los asentamientos costeros de Maine. La marina mercante de Maine era gigantesca en relación con la población del estado. La construcción de muy grandes valeros de madera continuó, en unos lugares, hasta el siglo XX.
Fábricas de tejidos de algodón migraron a Maine de Massachusetts. El sitio principal para esta industria fue Lewiston en el río Androscoggin. Las ciudades de Biddeford, Saco, Augusta, Waterville y Brunswick también se convirtieron en centros de fabricación textil. Estas fábricas eran construidas en cascadas y comunidades agrícolas, porque inicialmente se sostuvieron mediante el trabajo temporal de granjas locales. En los años después de la guerra de Secesión, dichas fábricas se convertirían en imanes para inmigrantes. 
Otras industrias importantes en el siglo XIX incluían la pesca, las canteras de granito y pizarra, y la fabricación de ladrillos y zapatos.
A principios del siglo XX, la industria papelera llegó al área de Maine. Ciudades nuevas, como Millinocket y Rumford fueron establecidas en muchos grandes ríos.
A pesar de su industrialización, Maine permaneció un estado agrícola en el siglo XX, con la mayoría de su población en pueblos pequeños y aislados. Con periodos vegetativos cortos, suelo rocoso, y aislamiento de los mercados, la agricultura de Maine nunca era tan próspera que la agricultura de otros estados.
Los ferrocarriles influyeron dramáticamente la geografía de Maine, como lo hicieron en otros estados. El primer ferrocarril en Maine fue el Ferrocarril Calais, incorporado por el estado el 17 de febrero de 1832. Fue construido para transportar la leña de una fábrica en el Río Sainte-Croix dos millas a Calais en 1835.
El segundo ferrocarril del estado fue la Compañía de Ferrocarriles y Canales Bangor y Piscataquis, incorporada por la legislatura el 18 de febrero de 1833.
El tercer ferrocarril en Maine fue el Ferrocarril Portland, Saco y Portsmouth, incorporado por la legislatura el 14 de marzo de 1837. Este ferrocarril conectó Portland y Boston, y fue abierto el 21 de noviembre de 1842.[cita requerida]
Portland floreció como la terminal del Ferrocarril Grand Trunk de Montreal, convirtiéndose, en efecto, en el puerto invernal de Canadá.

## Migración de Maine
El primer éxodo a gran escala de Maine ocurrió probablemente en 1816-17, impulsado por las privaciones de la Guerra de 1812, un verano particularmente frío, y la expansión de asentamientos al oeste de los Apalaches en Ohio. La "Ohio Fever" (fiebre de Ohio) despobló un número de comunidades de Maine y retrasó el crecimiento de otras.
Mientras la frontera estadounidense continuaba expandiéndose al oeste, residentes de Maine se sentían atraídos a los estados forestales de Míchigan, Wisconsin y Minesota.
La fiebre del oro de California de 1849 benefició considerablemente a las industrias de madera y construcción naval. Embarcaciones de Maine también transportaban inmigrantes que iban en busca del oro, llevando muchos residentes de Maine a California y el noroeste del Pacífico. Tres alcaldes de San Francisco, dos gobernadores de California, un gobernador de Oregón y dos gobernadores de Washington provenían de Maine.

## Guerra de Secesión

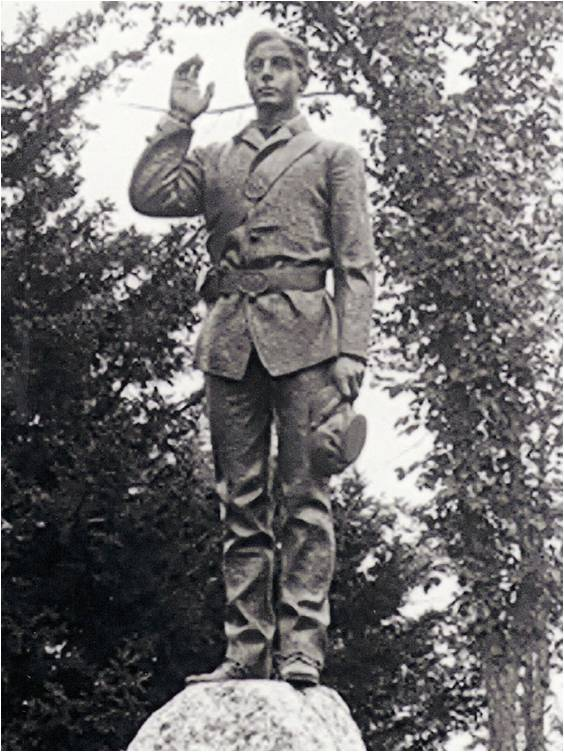
El soldado Daniel A. Bean de Brownfield, Maine.

Maine fue el primer estado en el noreste en apoyar el abolicionista Partido Republicano, debido a la influencia del protestantismo evangélico y la condición de Maine como un estado fronterizo, y así eligió a Hannibal Hamlin de Maine como su primer vicepresidente.
Maine proveyó más soldados per cápita que cualquier otro estado unionista durante la guerra de Secesión. En la batalla de Gettysburg, Joshua Chamberlain y Holman Melcher, junto con el Vigésimo Regimiento de Infantería Voluntaria de Maine desempeñaron un papel clave.
Un legado de la guerra en Maine fue el dominio del Partido Republicano en la política estatal por la próxima mitad de siglo. Las elecciones estatales sirvieron como un indicador clave de la opinión de los votantes en todo el norte; "donde va Maine, también va la nación" era una frase común.
En el periodo de 50 años entre 1861 y 1911, republicanos de Maine sirvieron como el vicepresidente, el secretario de estado, el secretario del tesoro, presidente pro tempore del Senado, presidente de la Cámara de Representantes, y nominado republicano para la presidencia. En 1936, sin embargo, la sincronización entre la política de Maine y la nación rompió cuando Maine fue uno de los dos estados en votar por el candidato republicano Alf Landon en las elecciones republicanas. Los republicanos permanecen una fuerza importante en la política estatal de Maine, pero, desde la elección del demócrata Edmund Muskie como gobernador en la década de 1950, Maine ha sido un estado políticamente equilibrado.

## Inmigrantes

### Irlandeses y franco-canadienses
Maine experimentó una oleada de inmigración irlandesa a mediados del siglo XIX, aun antes de la gran hambruna irlandesa. En 1834 ocurrió un disturbio en Bangor entre marineros y leñadores irlandeses y nativistas, y un número de iglesias católicas fueron incendiadas o vandalizadas en comunidades costeras, donde el Partido Saber Nada floreció brevamente.
A finales del siglo XIX, muchos franco-canadienses llegaron de Quebec y Nuevo Brunswick para trabajar en ciudades con industrias textiles como Lewiston y Biddeford. A mediados del siglo XX, franco-estadounidenses constituyeron 30 por ciento de la población de Maine. Algunos migrantes se convirtieron en leñadores, pero la mayoría permanecieron concentrados en enclaves conocidos como "Pequeños Canadás".
Los franco-estadounidenses se volvieron activos en la Iglesia católica, donde intentaron sin éxito desafiar el dominio ejercido por los clérigos irlandeses. Los franco-estadounidenses establecieron varios periódicos, y el primer hospital en Lewiston. La inmigración canadiense disminuyó después de la Primera Guerra Mundial.
Con el declive de la industria textil en el estado durante la década de 1950, el sector francés experimentó un periodo de asimilación y movilidad ascendente. Aunque todavía conservan algunos vínculos con sus orígenes franco-canadienses, para la década de 1990, la comunidad franco-estadounidense estaba casi totalmente americanizada.

### Otros inmigrantes
Un gran número de inmigrantes de origen inglés y escocés-canadiense llegaron a Maine de las provincias marítimas de Canadá.
En 1797, el pueblo de Norway, Maine fue incorporado, y atrajo un pequeño número de inmigrantes noruegos.
Una colonia sueca fue establecida en Maine por William W. Thomas Jr., para reclutar a leñadores suecos. Esta colonia llegó a ser nombrada New Sweden. Otros pueblos en Maine con grandes poblaciones suecas incluían Stockholm y Westmanland. 
Los asentamientos de Denmark y South Portland atrajeron a inmigrantes daneses a Maine, para trabajar como leñadores o estibadores.
En la década de 2000, somalíes empezaron a migrar a Maine de otros estados, a causa de la baja tasa de criminalidad, buenas escuelas, y alojamiento barato del área.
Concentrados en Lewiston, los somalíes han abierto centros comunitarios para ayudar a su comunidad.
En agosto de 2010, el Lewiston Sun Journal reportó que empresarios somalíes han ayudado a revitalizar el centro de Lewiston al abrir muchos comercios en edificios abandonados.
Debido a la guerra civil somalí, el gobierno de los Estados Unidos clasificó los bantúes somalíes como una prioridad, y empezó a prepararse para reasentar a unos 12 000 refugiados bantúes en ciudades en los Estados Unidos. Después de 2005, agencias de ayuda empezaron a reasentar bantúes en Maine.

## El Maine contemporáneo
A mediados del siglo XX, la industria textil empezó a establecerse en el Sur de los Estados Unidos, y muchas ciudades de Maine empezaron a experimentar la desindustrialización. En 1937, en la Huelga de zapateros de Lewiston-Auburn, 4.000-5.000 obreros se pusieron en huelga. La construcción naval también se detuvo en casi todas partes, pero los Bath Iron Works en Bath se convirtieron en un importante productor de buques durante la Segunda Guerra Mundial y después de ella. En años más recientes, esfuerzos de conservación han reducido los ingresos de la pesca y la tala.
Como respuesta, el estado ha intentado ayudar a las industrias del sector servicios, especialmente las vinculadas al turismo. Números crecientes de visitantes han empezado a aprovecharse de la costa, las montañas, y la naturaleza intacta de Maine. Parques estatales y nacionales se convirtieron en centros de turismo de media clase, especialmente el parque nacional Acadia en la isla Mount Desert.
El desarrollo de Portland y áreas del sur de Maine y la disminución de trabajos y población en las áreas al norte y al este del estado instaron la discusión de los "dos Maines" durante la década de 1990. Con excepción de Portland y algunas otras ciudades costeras, Maine sigue siendo el estado más pobre del Noroeste. Algunos dicen que, teniendo en cuenta los elevados impuestos y el alto costo de la vida, Maine es el estado más pobre de Estados Unidos.